# Titouan Droguet
Titouan Droguet (Villeneuve-Saint-Georges, 15 de junio de 2001) es un tenista profesional francés. Se le reconoce como una de las más grandes sorpresas del tenis profesional gracias a su juego agresivo y ofensivo, a la vez que se le reconoce su buen manejo de tiempos dentro del campo.

## Trayectoria
Droguet hizo su debut en un Grand Slam en el US Open como clasificado. En la primera ronda de clasificación, Droguet obtuvo su primera victoria contra un jugador del Top 100 al derrotar al segundo favorito Christian Garin, entonces N°91 del Ranking ATP, en la primera ronda.

## Títulos ATP Challenger (3; 0+3)

### Dobles (3)
| N.º | Fecha               | Torneos              | Superficie        | Pareja           | Oponentes                                    | Resultado         |
| --- | ------------------- | -------------------- | ----------------- | ---------------- | -------------------------------------------- | ----------------- |
| 1.  | 8 de mayo de 2022   | Aix-en-Provence      | Tierra batida     | Kyrian Jacquet   | Nicolás Barrientos Miguel Ángel Reyes Varela | 6-2, 6-3          |
| 2.  | 23 de abril de 2023 | Roseto degli Abruzzi | Tierra batida     | Dan Added        | Jacopo Berrettini Andrea Pellegrino          | 6-2, 1-6, [12-10] |
| 3.  | 16 de marzo de 2024 | Székesfehérvár       | Tierra batida (i) | Matteo Martineau | André Göransson Denys Molchanov              | 4-6, 7-5, [10-8]  |